# Rainbow (Dolly Parton)
Rainbow è il ventottesimo album della cantante statunitense Dolly Parton, pubblicato il 23 novembre 1987, il suo primo con la Columbia Records dopo due decenni con la RCA.

## Tracce
1. "The River Unbroken"
2. "I Know You By Heart" (duett med Smokey Robinson)
3. "Everyday Hero"
4. "Red Hot Screaming Love"
5. "Make Love Work"
6. "Could I Have Your Autograph"
7. "Two Lovers"
8. "Dump The Dude"
9. "Savin' It For You"
10. "More Than I Can Say"